# Miyako Yoshida
Miyako Yoshida OBE (吉田都; Tokyo, 28 ottobre 1965) è un'ex ballerina giapponese.
È stata principal guest artist con il Royal Ballet e Prima Ballerina con il K-ballet in Giappone.

## Biografia
Nata e formatasi a Tokyo, Yoshida ha vinto il Prix de Lausanne nel 1983 ed è entrata a far parte della Royal Ballet School in Inghilterra. Nel 1984 è entrata a far parte dell'allora Sadler's Wells Royal Ballet, l'attuale Birmingham Royal Ballet ed è stata promossa a Prima Ballerina nel 1988. L'anno successivo ha ricevuto il Global Award e l'Arts Encouragement Prize for Artists of the Ministry of Education, Science, Sports. e Cultura, Giappone.
Nel 1995, Yoshida si è unita al Royal Ballet come ballerina principale ed era nota per la sua collaborazione con Tetsuya Kumakawa e Irek Muchamedov. È stata anche nominata Artista dell'UNESCO per la pace nel 2001. 
Nel 2006, si è unita a K-ballet mentre continuava a ballare con il Royal Ballet, prima di vincere il Best Female Dancer ai National Dance Awards. Nel 2007, è stata insignita dell'Ordine dell'Impero Britannico per i servizi resi alla danza.
Nel 2010 si è ritirata dal Royal Ballet.

## Vita privata
Nel 2004 ha sposato Takashi Endo, un agente di calcio giapponese.

## Premi
- 1983 - Prix de Lausanne
- 1989 - Global Award
- 1989 - Arts Encouragement Prize for Artists of the Ministry of Education, Science, Sports e Cultura, Giappone
- 2006 - Best Female Dancer ai National Dance Awards

## Onorificenze
- Ordine dell'Impero Britannico per i servizi resi alla danza, OBE